# Ferrari 250 GTO
El Ferrari 250 GTO és un automòbil que va ser produït per Ferrari des 1962-1964 específicament per a la competició en el Grup 3 de la FIA de la categoria Gran Turismes. La part numèrica del seu nom denota el desplaçament en centímetres cúbics de cada cilindre del motor, mentre GTO significa "Gran Turismo Omologata" (Gran Turisme Homologat).
Es van fer 36 cotxes als anys '62 / '63. El 1964 "Sèrie II" va ser presentat, el qual tenia un aspecte lleugerament diferent. Tres automòbils d'aquest tipus es van fer, i quatre més grans "Sèrie I" se'ls va donar el cos de la 'Sèrie II. Això va fer que el total de GTO produït a 39. El 2004, la revista Sports Car International va nomenar el 250 GTO número 8 a la llista de "Millors Automòbils Esportius" dels anys 1960, i número 1 com el millor automòbil esportiu de tots els temps. De la mateixa manera, la revista Motor Trend Classic va nomenar el 250 GTO com a número 1 en la seva llista dels "Grans Ferraris de tots els temps".

## Història
Els Ferrari 250 GTO van ser dissenyats per competir en la categoria GT. Eren (alguns diuen conservadora) una evolució ortodoxa dels Ferrari 250 GT SWB. L'enginyer Giotto Bizzarrini va prendre el xassís del Ferrari 250 GT SWB i el va acoblar amb un motor V12 de 3,0 litres del Ferrari 250 Testa Rossa. en aquest temps, a causa de problemes i desacords interns dins de Ferrari, l'enginyer Bizzarrini i altres enginyers es van veure obligats a sortir de la marca, el desenvolupament i acabament del projecte GTO va ser lliurat a l'enginyer Mauro Forghieri i al dissenyador Sergio Scaglietti. La carrosseria, ara més ampla, va ser perfeccionada segons proves en de túnel de vent i en pista.
La resta del cotxe era una presentació equilibrada de la tecnologia de Ferrari dels anys 60. Comptava amb un bastidor tubular soldat a mà, suspensió davantera de doble triangle, frens de disc i rodes de radis dissenyades per Borrani. La caixa d'engranatges era de cinc velocitats (un pas endavant, si no realment revolucionari). L'interior era auster fins a l'extrem en el qual un velocímetre no era considerat necessari per al tauler d'instruments.

## Competicions
Segons la FIA, encarregada de regular els vehicles de competició, cent exemplars d'un vehicle han de ser construïts per ser homologats en la classe GT (en comparació amb la classe de prototip, menys estricta). No obstant això, Ferrari va construir només trenta-sis 250 GTO (30 dels vehicles "normals", tres amb els motors 4 litres 330 (de vegades anomenats els "330 GTO" però correctament 330 LMB), i tres vehicles "tipus 64" amb la carrosseria revisada) però no obstant això el 250 fou autoritzat a competir en la classe de GT.
El cotxe va debutar en les 12 hores de Sebring el 1962, conduït pel pilot americà Phil Hill i el pilot belga Olivier Gendebien. Encara que va estar amb problemes tècnics. Va acabar segon, darrere d'un Ferrari 250 Testa Rossa. El Ferrari 250 GTO era un cotxe de carreres excepcionalment capaç. A l'hora de la seva introducció era (depenent de l'opció d'engranatges) molt probablement el cotxe més ràpid en qualsevol pista de la categoria.
En la millor tradició de Ferrari, va fer que els pilots normals semblessin excel·lents i va donar a grans pilots un avantatge insuperable. Anys de desenvolupament dels seus components significatius, i robustesa tradicional de Ferrari, també garantida que el cotxe duraria fins al final de la temporada. El GTO va guanyar el campionat del món durant tres anys seguits: 1962, 1963, i 1964. Gràcies al seu potent motor de 3 L. i 302 CV, la velocitat màxima del 250 GTO és de 280 km / h.